# Заболотці (станція)
Заболо́тці — проміжна залізнична станція Рівненської дирекції Львівської залізниці.
Розташована у селі Заболотці Бродівського району Львівської області на лінії Здолбунів — Красне між станціями Броди (13 км) та Ожидів-Олесько (13 км).
Станцію було відкрито 1869 року, електрифіковано — 1965 року. На станції зупиняються лише приміські електропотяги.